# HERC JOV-3
HERC JOV-3是一架由直升機工程研究公司的德拉戈·喬萬諾維奇設計的串聯旋翼直升機。該直升機於1948 年首飛。

當麥卡洛克飛機公司收購HERC時，他們改進了設計以讓其更符合軍事用途，後來成為麥卡洛克 MC-4。

## 外部連結
- "Cutting 'Copter Costs" , March 1948, Popular Science （页面存档备份，存于）